# Ceci Flores
Cecilia Patricia Flores Armenta, também conhecida como Ceci Flores, é uma ativista mexicana, fundadora e líder do coletivo Madres Buscadoras de Sonora, grupo de mulheres que localizou mais de mil pessoas desaparecidas do México. Ela foi reconhecida como uma das 100 mulheres mais inspiradoras do ano de 2022 pela lista 100 Mulheres da BBC.

## História
Durante segunda metade da década de 2010, três filhos de Ceci Flores foram sequestrados pelo crime organizado, nos estados de Sinaloa e Sonora, no México. Os sequestros inscrevem-se em um contexto mais amplo, dos históricos "desaparecimentos forçados" associados a facções criminosas, mas com co-responsabilidade das autoridades policiais e políticas. A questão é uma emergência nacional no México e mobiliza vários grupos populares de buscas por pessoas desaparecidas.
Um dos filhos de Ceci Flores, Alejandro Guadalupe (então com 21 anos), desapareceu em 30 de outubro de 2015, em Los Mochis. Outros dois filhos foram sequestrados em 4 de maio de 2019, na região de Bahía del Kino: Marco Antonio (de 31 anos) e Jesus Adrián (então menor, com 13 anos). Entre os anos de 2015 e 2019, Flores denunciou o desaparecimento de Alejandro, entretanto, sua denúncia não obteve nenhuma resposta das autoridades locais. Já em 2019, frente ao descaso governamental e com o desaparecimento de Marco e Jesus, Ceci Flores decidiu procurar seus filhos por conta própria. Ao longo do tempo, outras mães em situação semelhante uniram-se à causa, também esperando encontrar seus familiares. Assim surgiu o grupo Madres Buscadoras de Sonora ("mães localizadoras de sonora", em português). Ceci fundou as "Madres Buscadoras de Sonora" depois de ter participado das "Guerreras Buscadoras", de Hermosillo, que se originou das "Rastreadoras de El Fuerte", de Sinaloa.

## Madres Buscadoras de Sonora
O coletivo Madres Buscadoras de Sonora logo passou a reunir centenas de pessoas de várias partes do estado mexicano de Sonora. Ceci Flores fundou a organização civil Madres Buscadoras de Sonora para dar apoio às mães que buscam por seus filhos sequestrados pelo narcotráfico, já que a corrupção das autoridades e o medo fazem com que não haja apoio do governo. Com pás nas mãos, as mais de 2 mil mães buscadoras cavam, diariamente, por todos os cantos do país atrás dos corpos de seus filhos e de suas filhas. Os corpos encontrados em covas clandestinas são enviados para suas famílias por todo o México, com recursos próprios da organização. A intenção das Madres Buscadoras de Sonora não é processar o tráfico pela morte dos filhos; elas apenas querem os corpos de volta para que possam ter paz de espírito.

Contudo, as buscas não ocorrem de forma pacífica: algumas mães foram mortas, muitas são ameaçadas e pistoleiros em veículos vigiam as ações das mães. Tanto Ceci Flores quanto outras ativistas do Madres Buscadoras de Sonora receberam intimidações e ameaças de morte por conta de seu ativismo. A situação se agravou a ponto de, em julho de 2022, após o assassinato de uma das mães da organização, Ceci Flores fugir do estado de Sonora e ser incluída em um programa do governo de proteção a ativistas: o Mecanismo de Proteção aos Defensores dos Direitos Humanos. No dia 02 de janeiro de 2022, ela publicou um vídeo pedindo aos líderes dos carteis que permitissem que os trabalhos sejam realizados.
A situação no México é considerada "uma tragédia de enormes proporções" pelas Nações Unidas. Segundo a Revista Fórum, atualmente, a Madres Buscadora de Sonora é uma das entidades da sociedade civil mais respeitadas do México. E o governo continua a prometer ajuda e proteção, mas não cumpre suas promessas.
As buscas levaram muitas mães a encontrar seus filhos e filhas, com ou sem vida. Em 2021, dois anos após iniciado o grupo, elas já haviam encontrado mais de 400 corpos em covas clandestinas, bem como 139 pessoas com vida, que puderam então regressar a suas famílias.Já em 2022, estas cifras subiram para 672 ossadas e 300 pessoas vivas.
Estatísticas:
- 2006: 76.000 desaparecidos.[23]
- 2006 - 2022: 93.000 desaparecidos.[13]
- Março de 2022: 95.000 desaparecidos, 800 pessoas encontradas pelas Madres Buscadoras de Sonora.[18][24]
- Dezembro de 2022: 100 mil desaparecidos, mais de 1.000 pessoas encontradas pelas Madres Buscadoras de Sonora.[17]

Em 2022, 52.000 corpos já encontrados ainda esperavam por identificação.
Em abril de 2022, um dos corpos encontrados estava em avaliação genética para saber se era de um dos filhos de Ceci, Marco Antonio. O corpo foi encontrado em uma vala indicada por uma ligação anônima, perto do km 5 da Rua 20 Sul, em uma propriedade desabitada na Costa de Hermosillo. "Ela reconheceu algumas semelhanças, ligou para a Promotoria de Justiça de Sonora e agentes da perícia chegaram para recolher os fragmentos ósseos e levá-los ao laboratório forense". Essa foi a terceira ligação que indicava uma possível localização de Marco Antonio.

#### Os filhos de Flores
O filho mais novo de Cecilia Flores, Jesus Adrián, foi retornado das mãos de sicários no dia 10 de maio de 2019, ocasião do dia das mães.

No final de 2022, ainda sem encontrar seu filho Marco Antonio, Ceci Flores pediu em vídeo ao Cartel de Los Salazar, envolvidos no desaparecimento, que dissessem onde ele está; dizendo: 
"esta é a súplica de uma mãe que lutou incasanvelmente por seus filhos e que, ainda que encontrei milhares de pessoas, não pude encontrar meu filho, não tive apoio das autoridades na busca e investigação". Cecília Flores, 2022

#### Proteção às vítimas
Desde julho de 2021, Cecilia Flores foi incluída no "serviço de proteção de pessoas defensoras dos direitos humanos e jornalistas" do México, devido a recorrentes ameaças de morte que recebeu. Entretanto, ela denunciou que a inclusão não se reverteu no aumento de sua segurança. Por um lado, o serviço governamental afirmou que Flores abandonou o esconderijo fornecido. Por outro, Flores reafirmou sua intenção de continuar as buscas das pessoas desaparecidas, apontando que o grupo Madres Buscadores de Sonora não recebeu auxílio governamental para continuar o seu trabalho.

## Reconhecimento
Ceci Flores foi incluída na lista de 100 Mulheres da BBC de 2022 por sua liderança. Segundo ela, sua perseverança vem do medo que tem de morrer sem descobrir o que aconteceu com seus filhos. Já são mais de sete anos buscando por seus filhos.